# Pilotrichella anderssonii
Pilotrichella anderssonii là một loài Rêu trong họ Meteoriaceae. Loài này được (Müll. Hal.) A. Jaeger mô tả khoa học đầu tiên năm 1877.